# Обмеження Фруассара
У фізиці елементарних частинок обмеження Фруассара або межа Фруассара — загальне обмеження, згідно з яким загальний переріз розсіювання двох частинок високої енергії, що стикаються, не може зростати швидше, ніж {\displaystyle c\ln ^{2}(s)}, де c — стала нормалізації, а s — квадрат енергії центра мас (s — одна з трьох змінних Мандельштама).
Названо за ім'ям французького фізика-теоретика Марселя Фруассара.